# Los Violentos
Los Violentos es el primer álbum colaborativo del puertorriqueño Manny Montes junto a su productor musical Sandy NLB, el cual contó con las colaboraciones de Redimi2, Bengie, Alex Zurdo, Goyo, entre otros. Este álbum fue el primero de Manny Montes que no contó con ningún vídeo oficial.

## Lista de canciones
| #  | Título                 | Artistas                 | Productor (es)                                    | Duración |
| -- | ---------------------- | ------------------------ | ------------------------------------------------- | -------- |
| 1  | Historia De Fe         | Goyo                     | Sandy NLB                                         | 4:14     |
| 2  | Todos Al Parecer       | Manny Montes             | Sandy NLB & Obed "El Arquitecto"                  | 4:27     |
| 3  | Quiero                 | Memo & Ungido            | Jetson El Súper                                   | 3:26     |
| 4  | Soy Un Instrumento     | Alex Zurdo               | Sandy NLB                                         | 3:44     |
| 5  | Llegamos Los Violentos | Bengie                   | Andres                                            | 3:22     |
| 6  | Impresionante          | Redimi2 feat. Luis Joel  | Sandy NLB                                         | 3:58     |
| 7  | Voy Pa'lante           | Sammy feat. Manny Montes | Sandy NLB, Obed "El Arquitecto" & Elí "El Mozart" | 3:17     |
| 8  | Tu                     | Harold El Guerrero       | Sandy NLB                                         | 3:36     |
| 9  | Somos Iguales          | Luis Joel                | Sandy NLB                                         | 2:35     |
| 10 | Push Your Hands Up     | Vito                     | Sandy NLB                                         | 2:45     |
| 11 | Rey De Reyes           | Creation                 | Sandy NLB                                         | 4:17     |
| 12 | Me Siento Vacío        | El Dúo Versátil          | Obed "El Arquitecto", Elí "El Mozart" & Sandy NLB | 3:49     |
| 13 | Reconozco              | Jonny L                  | Obed "El Arquitecto", Elí "El Mozart" & Sandy NLB | 3:25     |
| 14 | Temblor                | Living Souls             | Sandy NLB                                         | 4:04     |
| 15 | Tranquilo              | Rudel                    | Obed "El Arquitecto" & Elí El Mozart              | 2:47     |
| 16 | Habla Tu               | Soly & Willow            | Sandy NLB                                         | 2:55     |
| 17 | My Class               | Goyo                     | Sandy NLB                                         | 3:14     |
| 18 | Salir Del Fuego        | Raza for Christ          | DJ SY & Chapa                                     | 3:47     |
| 19 | Batallando             | Capestany                | Sandy NLB                                         | 3:27     |
| 20 | Abran Camino           | Prédico                  | Obed "El Arquitecto", Elí "El Mozart" & Sandy NLB | 3:22     |
| 21 | Bloppers               | Manny Montes & Sandy NLB | Sandy NLB                                         | 1:58     |

## Los Violentos 2
Los Violentos es el segundo álbum colaborativo del puertorriqueño Manny Montes junto a su productor musical Sandy NLB, y contó con las colaboraciones de Bengie, Alex Zurdo, Goyo, Albert & Marc, entre otros.

## Lista de canciones
| #  | Título              | Artistas                                  | Productor (es)                   | Duración |
| -- | ------------------- | ----------------------------------------- | -------------------------------- | -------- |
| 1  | El Más Violento     | Manny Montes                              | Sandy NLB & Obed "El Arquitecto" | 4:20     |
| 2  | El Es Así           | Harold El Guerrero                        | Sandy NLB                        | 3:46     |
| 3  | Block               | Punto Negro                               | Sandy NLB                        | 2:48     |
| 4  | Sigo                | Alex Zurdo                                | Sandy NLB                        | 3:01     |
| 5  | Este Mundo          | Bengie & Micky Medina                     | Kemy "El Original"               | 3:30     |
| 6  | Dale Al Cuello      | Goyo                                      | Sandy NLB                        | 3:22     |
| 7  | Bajo Tus Alas       | Memo & Ungido                             | Sandy NLB                        | 3:45     |
| 8  | Son Tan Pocos       | Jun G                                     | Sandy NLB                        | 3:14     |
| 9  | Necesito            | Nuevo Estilo                              | DJ Engel                         | 2:35     |
| 10 | Princesa Abandonada | Luis Joel                                 | Sandy NLB                        | 3:09     |
| 11 | Inigualable         | Garcés y Pablo 7                          | Sandy NLB                        | 3:24     |
| 12 | Conmigo             | Albert y Marc                             | Sandy NLB & Obed "El Arquitecto" | 3:10     |
| 13 | Quien Tu Pensabas   | Man of Fire, J Bless, Punto Negro y Bamby | Sandy NLB                        | 3:05     |
| 14 | Mil Razones         | Alex & Yenza con Manny Montes             | Zoprano                          | 3:35     |